# Kevin Vermaerke
Kevin Vermaerke (født 16. oktober 2000 i Rancho Santa Margarita) er en cykelrytter fra USA, der er på kontrakt hos Team Picnic-PostNL.